# Myles O’Connor
Myles O’Connor (* 2. April 1967 in Calgary, Alberta) ist ein ehemaliger kanadischer Eishockeyspieler, der im Verlauf seiner aktiven Karriere zwischen 1985 und 1998 unter anderem über 400 Spiele in der American Hockey League (AHL) und International Hockey League (IHL) auf der Position des Verteidigers bestritten hat. Darüber hinaus absolvierte O’Connor weitere 43 Partien für die New Jersey Devils und Mighty Ducks of Anaheim in der National Hockey League (NHL). Sein Sohn Logan O’Connor ist ebenfalls professioneller Eishockeyspieler in der NHL.

## Karriere
O’Connor wechselte zum Ende seiner Juniorenkarriere im unterklassigen kanadischen Juniorenbereich im Sommer 1985 an die University of Michigan. Dort war der Verteidiger in den folgenden vier Jahre parallel zu seinem Studium für die Eishockeymannschaft der Hochschule aktiv, mit der er in der Central Collegiate Hockey Association (CCHA). Vor seinem Wechsel in die Vereinigten Staaten war er im NHL Entry Draft 1985 in der dritten Runde an 45. Stelle von den New Jersey Devils aus der National Hockey League (NHL) ausgewählt worden. Im Spielsystem der National Collegiate Athletic Association (NCAA) erzielte O’Connor im Verlauf der vier Jahre in 156 Partien insgesamt 138 Scorerpunkte. Zudem war er in seinem ersten Collegejahr zu acht Einsätzen für die kanadische Nationalmannschaft gekommen.
Nach der Beendigung seines Studiums im Frühjahr 1989 kam der Kanadier zum Ende der Saison 1988/89 noch zu seinem Profidebüt in New Jerseys Farmteam, den Utica Devils, in der American Hockey League (AHL). Dort war der Abwehrspieler auch in den folgenden vier Jahren hauptsächlich aktiv. Für die New Jersey Devils bestritt er im Zeitraum bis zum Ende der Spielzeit 1993/94 lediglich 38 NHL-Spiele – davon alleine 22 in der Saison 1990/91. Im Sommer 1993 erhielt O’Connor keinen neuen Vertrag in der Organisation New Jersey und entschloss sich daher als Free Agent einen Vertrag bei den neu gegründeten Mighty Ducks of Anaheim zu unterzeichnen. Im Spieljahr 1993/94 kam er für das junge Franchise kam er im Saisonverlauf zu seinen letzten fünf Einsätzen in der NHL, während er bis zum Sommer 1995 größtenteils für den Kooperationspartner San Diego Gulls in der International Hockey League (IHL) auflief.
Im Sommer 1995 war der Defensivspieler erneut als Free Agent auf dem Transfermarkt verfügbar, fand aber auf NHL-Niveau keinen neuen Arbeitgeber mehr und schloss sich somit den Houston Aeros aus der IHL an. Dort war der Linksschütze bis Anfang November 1996 aktiv, ehe er für zukünftige Gegenleistungen (future considerations) zum Ligakonkurrenten Cincinnati Cyclones transferiert wurde. Bei den Cyclones beendete O’Connor die Saison 1996/97, die zugleich seine letzte Spielzeit in Nordamerika sein sollte. Ab dem Sommer 1997 ließ er seine Karriere in der Japan Ice Hockey League (JIHL) bei den Nippon Paper Cranes ausklingen, die der 31-Jährige im folgenden Frühjahr zu einem Ende brachte.

## Erfolge und Auszeichnungen
- 1989 CCHA First All-Star Team
- 1989 NCAA West First All-American Team

## Karrierestatistik
(Legende zur Spielerstatistik: Sp oder GP = absolvierte Spiele; T oder G = erzielte Tore; V oder A = erzielte Assists; Pkt oder Pts = erzielte Scorerpunkte; SM oder PIM = erhaltene Strafminuten; +/− = Plus/Minus-Bilanz; PP = erzielte Überzahltore; SH = erzielte Unterzahltore; GW = erzielte Siegtore; 1 Play-downs/Relegation; Kursiv: Statistik nicht vollständig)